# Morville, Vosges
Morville là một xã, nằm ở tỉnh Vosges trong vùng Grand Est của Pháp. Xã này có diện tích 3,41 kilômét vuông, dân số năm 1999 là 60 người. Xã này nằm ở khu vực có độ cao từ 339–416 m trên mực nước biển.

## Biến động dân số
| 1962                                         | 1968 | 1975 | 1982 | 1990 | 1999 |
| -------------------------------------------- | ---- | ---- | ---- | ---- | ---- |
| 48                                           | 51   | 45   | 51   | 37   | 60   |
| Số liệu từ năm 1962: Dân số không tính trùng |      |      |      |      |      |